# Rejon bakczysarajski
Rejon bakczysarajski – jednostka administracyjna wchodząca w skład Republiki Autonomicznej Krymu na Ukrainie.
Rejon utworzony w 1923. Ma powierzchnię 1589 km² i liczy około 93 tysięcy mieszkańców. Siedzibą władz rejonu jest Bakczysaraj.
Na terenie rejonu znajdują się 1 miejska rada, 2 osiedlowe rady i 15 silskich rad, obejmujących w sumie 79 miejscowości.